# Лагуат (покрајина)
Лагуат (арап. ولاية الأغواط‎), једна је од 48 покрајина у Народној Демократској Републици Алжир. Покрајина се налази у централном делу земље у појасу између планинског венца Сахарског Атласа и пустиње Сахаре.
Покрајина Лагуат покрива укупну површину од 25.057 km² и има 477.328 становника (подаци из 2008. године). Највећи град и административни центар покрајине је град Лагуат.